# محمد سعد (ممثل)
محمد سعد (14 ديسمبر 1968 -)، ممثل مصري اشتهر بأداء الأدوار الكوميدية.
يعد من أشهر الممثلين في العالم العربي. أدى شخصية اللمبى في 5 أعمال هي: الناظر، واللمبي، واللي بالي بالك، و،اللمبى 8 جيجا، ومسلسل فيفا أطاطا. وجسد الكثير من الشخصيات المختلفة في أعماله، بينما تحصد أفلامه أعلى الإيرادات في شباك التذاكر المصري والعربي.

## نشأته
ولد محمد سعد في محافظة الجيزة في أسرة متوسطة. ثم انتقلت أسرته بعدها للعيش في محافظة القاهرة في حي السيدة زينب.
بدأ حبه للتمثيل من صغره، فقد كان يشارك في مسرح المدرسة والنشاطات المدرسية. حتى أنهى الثانوية العامة ليلتحق بالمعهد العالي للفنون المسرحية، قسم تمثيل وإخراج. وبدأ التمثيل في أدوار صغيرة، حتى يأس وفكر في الاعتزال والتطوع في الجيش حتى تأتي فرصة. في فيلم الطريق إلى إيلات عام 1993 وأثبت فيها جدارته. برغم صِغَر الدور، لكن لفت الأنظار إليه.

## حياته الفنية
بدأ مشواره الفني بدور صغير في مسلسل ومازال النيل يجري. وفيلم الطريق إلى إيلات (1993)، ثم شارك في مسلسل ومن الذى لا يحب فاطمة (1996)، ومسلسل الشارع الجديد ، وفيلم امرأة وخمسة رجال ومسلسل مرفوع مؤقتا من الخدمة (1997) ثم قام بأول بطولة لة في فوازير تياترو (1998) لكنها لم تحقق نجاح، وشارك في مسرحية رد قرضي (1999) ليظهر موهبتة الكوميدية وحيويتة وتلونة في صوتة وحركاته الجسدية الهزلية. ثم انطلاقته الحقيقية مع شخصية اللمبي عام (2000) في فيلم الناظر مع المخرج شريف عرفة ليحقق نجاح ساحق، وحقق الفيلم أعلى إيرادات عام (2000) بإيرادا تقارب 16 مليون جنية. ليقوم بعدها بألبطولة مع أحمد حلمي بعد بفيلم 55 إسعاف (2001) لاكن حقق الفيلم نجاح متوسط . ثم قام بالبطولة المنفردة في فيلم اللمبي مع مؤلف فيلم الناظر أحمد عبد الله ليحقق نجاح كبير ويتربع على عرش الإيرادات ويحقق أكثر من 22 مليون جنيه عام (2002)،بعدها يقدم شخصية اللمبي للمرة الثالثة في فيلم اللي بالي بالك، ويحقق أيضاً أعلى إيرادات عام (2003) ويتخطى حاجز 18 مليون جنيه. وفيلم عوكل (2004)، ويحقق أعلى إيرادات ويتخطى الـ19 مليون جنيه، وفيلم بوحة، وحقق أعلى إيرادات للمرة الرابعة على التوالي ويتخطى حاجز 28 مليون جنيه عام (2005)، ليتربع علي صدارة إيرادات السينما المصرية أربعة أعوام متتالية. وفي عام (2006) بدأت المنافسة وتاخر نزول فيلمة الجديد كتكوت،وحقق الفيلم ما يقارب 18 مليون جنية جاء بها في المركز الثاني بعد فيلم عمارة يعقوبيان بفارق 2 مليون جنية فقط وكاد يتجاوزه رغم وجود عدد كبير من النجوم علي رأسهم عادل امام ونور الشريف وتأليف وحيد حامد إلا أن انتهي موسم الصيف. ، وبعدها قدم فيلم كركر (2007) وحقق أيرادات تقارب 15 مليون جنية جاء بها في المركز الخامس وتم هجوم الفيلم من النقاد ولم يحقق الفيلم النجاح الجماهيري المعتاد لأفلامة السابقة ، وبعدها فيلم بوشكاش (2008) وحقق ايرادات تقارب 15 مليون جنية، وفي عام (2010) يعود لشخصية اللمبي بفيلم اللمبي 8 جيجا (2010) وحقق ايرادات تقارب 12 مليون جنية، وبعدها فيلم تك تك بوم (2011) تسببت الثورة في عدم تحقيق بعض الافلام الايرادات العالية وقتها وحقق الفيلم ايرادات تخطت 8 مليون جنية لاكنة فشل جماهيرياَ ، بعدها قدم مسلسل شمس الانصاري تأليف واخراج جمال عبد الحميد وقام بدور درامي قوي، وشاركة البطولة فاروق الفيشاوي عدد كبير من النجوم، وبعدها عاد لسينما بفيلم تتح (2013) حقق ايرادات تخطت 14 مليون جنية، ومسلسل فيفا اطاطا بشخصية اللمبي وأطاطا (2014) ،وبعدها فيلم حياتي مبهدلة بشخصية تتح مرة ثانية (2015) وتخطت ايراداتة 8 مليون ولم يحقق نجاح جماهيري، وسنة (2016) قدم برنامج وش السعد بشخصية بوحة ولم يحقق نجاح جماهيري وفيلم تحت الترابيزة ولم يحقق الفيلم نجاح جماهيري وحقق الفيلم إيرادات 2 مليون و470 الف جنية فقط، في (2017) فيلم الكنز مع المخرج شريف عرفة ويتخطي 19 مليون جنية ويفاجئ الجمهور والنقاد بدور درامي قوي غير متوقع وفاز جوائز عديدة في الجزئين الأول والثاني ، بعدها في (2019) فيلم محمد حسين وحقق إيرادات 4 مليون و700 الف جنية ولم يحقق نجاح جماهيري ،وفي نفس العام في الكنز 2 وحقق إيرادات 6 مليون و140 الف جنية.

## شخصياته
قدم محمد سعد الكثير من الشخصيات في أعماله، فهو متخصص في تقديم الكاركتر والشخصيات ليكون هو الوحيد التي تعتمد أغلبية أعماله على الكاركتر أو الشخصية. من الشخصيات التي قدمها: اللمبي التي تُعد أشهر شخصية له، وأيضاً أول شخصية له، وأيضاً أكثر شخصية استخدمها في أعماله، وبوحة الصباح، والحاجّة أطاطا، وتتّح، وعوكل، والحاج الحناوى، كتكوت ابو اليل، ويوسف خوري وغيرها الكثير.

## حياته الشخصية
متزوج من خارج الوسط الفنى وله ثلاث أولاد: نور الدين، وكريم، ويس. وقد ظهر ابنه نور لأول مرة معه في مسلسل شمس الانصارى، وجسد شمس الانصارى صغيرًا، وبرع في أداء الدور، ونال إعجاب المشاهدين.

### الإنتقادات
واجه محمد سعد عدة انتقادات منها اعتماده علي شخصيات مثل اللمبي في العديد من أفلامه رغم أنه قدمه سابقًا. في 2016، قدم المحامي سمير صبري دعوي بمطالبة قناة إم بي سي مصر بوقف برنامج وش السعد الذي يقدمه محمد سعد، وذلك لتحريضه علي الفساد والتحرش الجنسي، ومخالفته للقيم والآداب العامة.

## أعماله
شارك محمد سعد في أكثر من 22 فيلماً.

## الجوائز والتكريم
- جائزة أوسكار السينما المصرية عام 2002 في استفتاء الجمهور عن فيلم اللمبي.
- جائزة أفضل ممثّل سينمائي كوميدي لعام 2005 عن فيلم بوحة من ART.
- جائزة أفضل ممثّل كوميدي لعام 2014 من مهرجان الدير جيست عن مسلسل فيفا أطاطا.
- جائزة أفضل ممثّل لعام 2017 من جمعية الفيلم عن الكنز.
- جائزة النّقّاد في السينما عن الكنز.
- جائزة أفضل ممثّل من مهرجان الدير جيست عن الكنز 2.
- جائزة أفضل ممثّل دور أوّل لعام 2019 من جمعية الفيلم عن الكنز 2.[8]

## وصلات خارجية
- محمد سعد على موقع IMDb (الإنجليزية)
- محمد سعد على موقع قاعدة بيانات الأفلام العربية
- محمد سعد على موقع قاعدة بيانات الفيلم (الإنجليزية)
- محمد سعد على موقع AllMovie (الإنجليزية)